# Dockyard Point
Dockyard Point är en udde i Gambias huvudstad Banjul.